# Monts Hamersley
Les monts Hamersley (en anglais The Hamersley Range) (22° 03′ S, 116° 53′ E) sont une chaîne de montagnes de la région de Pilbara, en Australie-Occidentale. La chaîne s'étend sur 460 km à partir de Fortescue River au nord est vers le sud. Elle abrite le point culminant de l'Australie-Occidentale : le mont Meharry (1 250 m d'altitude). On y trouve de nombreuses gorges creusées par l'érosion. Les plus connues sont les gorges de Wittenoom.
On y trouve également le parc national de Karijini (ancien Parc National Hamersley), un des plus grands d'Australie.
La chaîne contient de grandes quantités de minerai de fer, qui constitue la plus grande partie du fer australien et est exploité dans plusieurs grandes mines à ciel ouvert comme celles de Channar, Christmas Creek, Cloud Break, Hope Downs, Marandoo et Yandi.